# Krátkorep filipínský
Krátkorep filipínský (Pseudotyphlops philippinus), či také krátkorep cejlonský, je had z čeledi krátkorepovitých, který na rozdíl od svého jména nežije na Filipínách, nýbrž na Srí Lance. Druh byl popsán v roce 1839 Schlegelem, avšak do roku 1941 se věřilo, že pochází z Filipín. Teprve tehdy bylo prokázáno, že jeho domovinou je Srí Lanka. Druhové jméno mu už však zůstalo. Ve své pravé domovině se vyskytuje v jižní a centrální části provincie Uva a v provincii Sabaragamuwa.
V současné době nejsou známy žádné poddruhy, nicméně výzkum probíhá. Obývá různá vlhká prostředí, nejčastěji přímo v pralese nebo na polích. Dorůstá kolem 30 centimetrů (někdy i více) a oproti jiným krátkorepům má poměrně silné tělo (až 2 centimetry). Jeho ocas vypadá jako uťatý a je bez trnu na konci. Rodí živá mláďata, kterých však bývá poměrně málo. Jeho zbarvení je většinou hnědé.